# Dade City
Dade City é uma cidade localizada no estado americano da Flórida, no condado de Pasco, do qual é sede. Foi incorporada em 1889.

## Geografia
De acordo com o United States Census Bureau, a cidade tem uma área de 15,8 km², onde 15,3 km² estão cobertos por terra e 0,5 km² por água.

### Localidades na vizinhança
O diagrama seguinte representa as localidades num raio de 16 km ao redor de Dade City.

## Demografia
Segundo o censo nacional de 2010, a sua população é de 6 437 habitantes e sua densidade populacional é de 419,82 hab/km². Possui 3 049 residências, que resulta em uma densidade de 198,86 residências/km².